# Academia Amazonense de Letras
A Academia Amazonense de Letras, com sigla A.A.L., é a entidade literária máxima do estado brasileiro do Amazonas.

## História
Fundada em 1 de janeiro de 1918 com apenas 30 vagas e tinha como presidente Djalma Batista, atualmente o órgão possui 40 vagas ocupadas por poetas, romancistas, jornalistas, cronistas, ensaístas, médicos, teólogos, economistas, educadores, sociólogos e antropólogos. O prédio funciona na Avenida Ramos Ferreira, 1009, centro.

## Fundadores
São os seguintes os Fundadores das Poltronas: